# Trumbo
Trumbo és un pel·lícula biogràfica estatunidenca coproduïda i dirigida per Jay Roach, estrenada l'any 2015. És un biopic del famós guionista Dalton Trumbo, afectat per la cacera de bruixes anticomunista de l'epoca de McCarthy, o «por roja» (del 1947 al 1957). Ha estat subtitulada al català.

## Argument
Al final dels anys 1940 a Hollywood, el guionista Dalton Trumbo, acusat de ser comunista, té prohibit exercir el seu ofici.

## Repartiment
- Bryan Cranston: Dalton Trumbo
- Diane Lane: Cleo Trumbo
- Helen Mirren: Hedda Hopper
- Louis C.K.: Arlen Hird
- Elle Fanning: Nikola Trumbo
- John Goodman: Frank King
- Michael Stuhlbarg: Edward G. Robinson
- Adewale Akinnuoye-Agbaje: Virgil Brooks
- David James Elliott: John Wayne
- Dean O'Gorman: Kirk Douglas
- Stephen Root: Hymie King
- Alan Tudyk: Ian McLellan Hunter
- Roger Bart: Buddy Ross
- John Getz: Sam Wood
- Christian Berkel: Otto Preminger
- Richard Portnow: Louis B. Mayer
- Sean Bridgers: Jeff Krandall

## Premis i nominacions

### Premis
- 68a cerimònia dels premis Writers Guild of America: Premi Paul Selvin per John McNamara

### Nominacions
- Globus d'Or del 2016 :
  - Globus d'Or al millor actor dramàtic per Bryan Cranston
  - Globus d'Or a la millor actriu secundària per Helen Mirren
- Screen Actors Guild Awards 2016 :
  - Millor actor per Bryan Cranston
  - Millor actriu a un segon paper per Helen Mirren
  - Millor Repartiment
- Oscars 2016: Oscar al millor actor per Bryan Cranston

## Al voltant de la pel·lícula
- Tot i ser conegut principalment per les seves comèdies, Jay Roach se sent còmode abordant temes polítics. S'hi va posar l'any 2008 amb Recount, sobre l'elecció presidencial americana de 2000, i el 2012 amb Game Canvia, centrat sobre Sarah Palin.
- Jay Roach i Bryan Cranston s'han trobat després del rodatge per All the Way, l'adaptació per HBO d'una peça de teatre entorn la figura del president nord-americà Lyndon B. Johnson.

## Crítica
- "El Cranston de Trumbo s'instal·la en l'excés. La mateixa falta de subtilesa llasta al film en el seu conjunt (...) una narració encotillada per la linealitat cronològica, i per una factura de telefilm, que aniquilen el drama."[3]
- "El mateix Dalton Trumbo hauria preferit que una pel·lícula en el seu honor tingués més inventiva (...) No obstant això, en aquesta època (...), benvinguda sigui una pel·lícula com 'Trumbo' (...) Puntuació: ★★★ (sobre 5)"[4]